# ريتشارد
ريتشارد هو لاعب كرة قدم برازيلي في مركز الوسط، ولد في 11 أكتوبر 1999 في Barão ‏ في البرازيل. لعب مع نادي إنترناسيونال.

## وصلات خارجية
- ريتشارد على موقع قاعدة بيانات كرة القدم.إي يو (الإنجليزية)
- ريتشارد على موقع Soccerway.com (الإنجليزية)